# Moneygashel
Im Townland Moneygashel (irisch Muine na gCaiseal, „Dickicht der Steinforts“)  südlich von Blacklion im County Cavan in Irland liegen drei eisenzeitliche Duns oder Steinforts sowie ein Portal Tomb.

## Die Steinforts
Lage: 54° 15′ 14,5″ N, 7° 54′ 34,1″ W

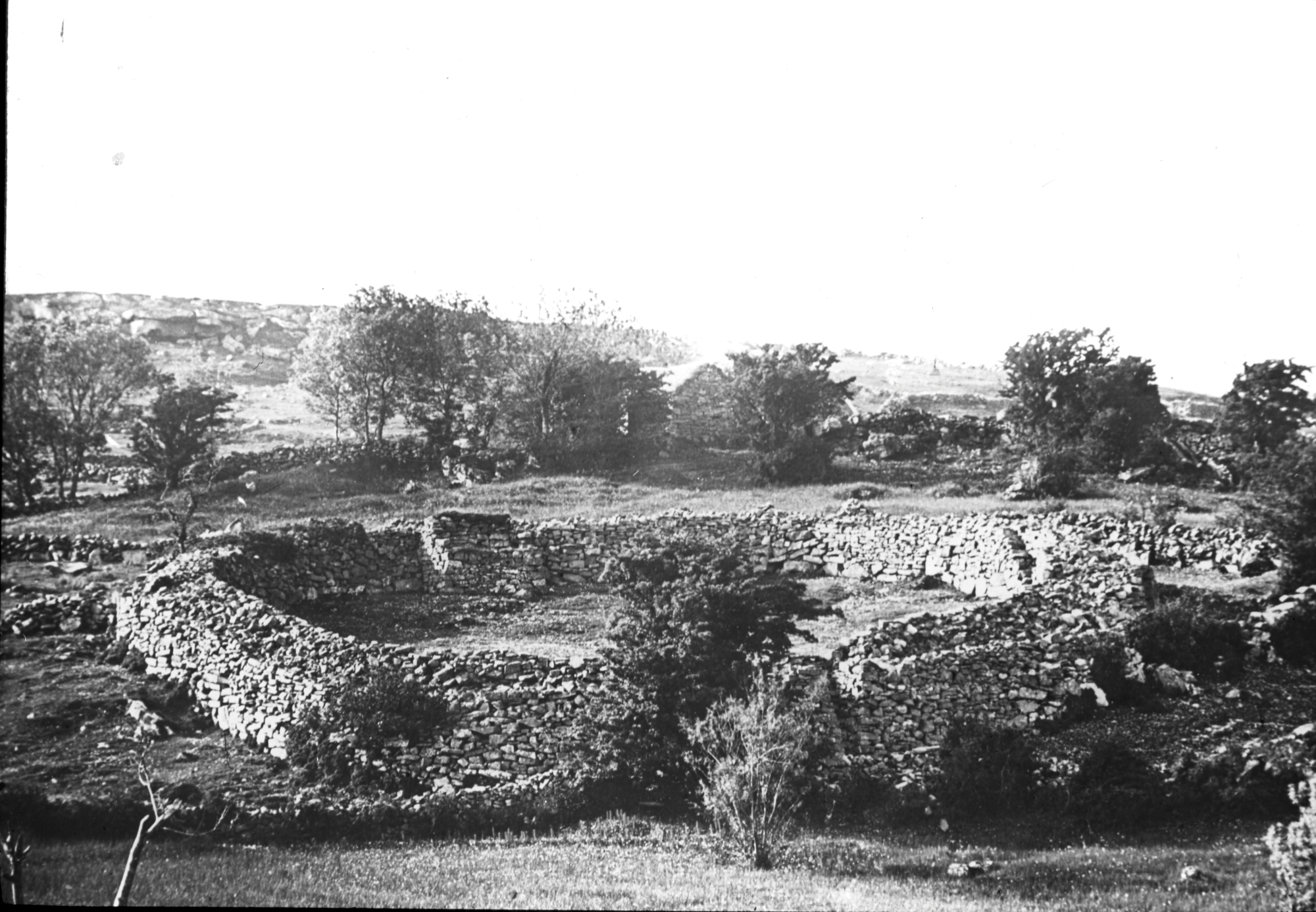
Steinfort

Das größte der drei Steinforts (auch cashels) liegt etwa 800 Meter von einer Nebenstraße entfernt und ist über einen Feldweg erreichbar. Es gilt als eines der besterhaltenen im Süden von Ulster und verfügt über einen gut erhaltenen Sturz über dem Zugang und eine ungewöhnliche äußere Steintreppe. Im Inneren befinden sich zwei weitere Treppen. Die Ringmauer umfasst eine Fläche von etwa 25 Meter Durchmesser und ist partiell bis zu einer Höhe von etwa 3 Metern erhalten. Der Zugang zu einem Souterrain liegt im Süden an der äußeren Basis der Mauer.
Auf einer Anhöhe etwa 450 m südwestlich liegt ein kleines ruiniertes Cashel mit dem Sweat house von Legeelen hinter dem Eingang.

## Das Portal Tomb
Lage: 54° 15′ 18″ N, 7° 54′ 27,4″ W

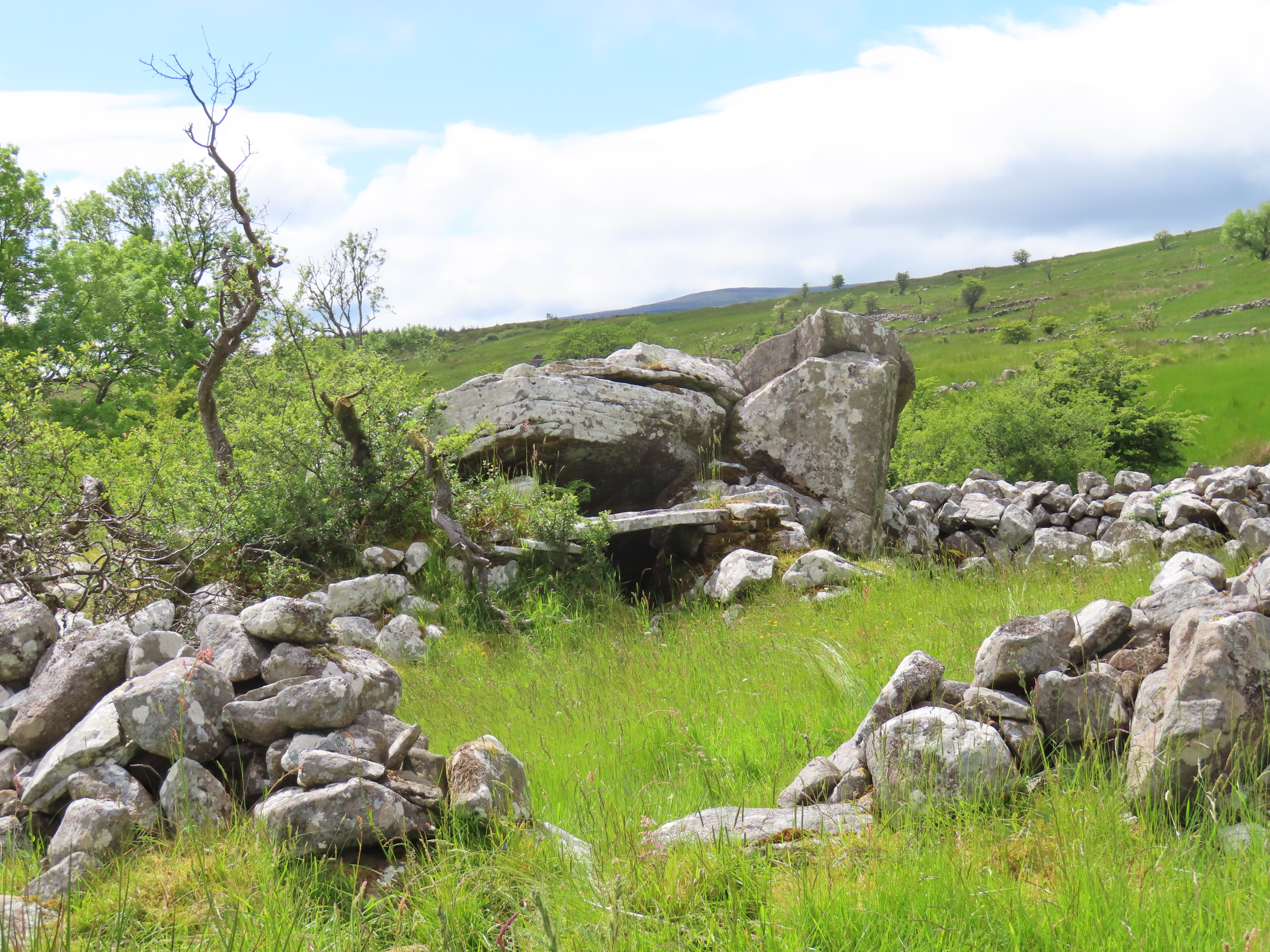
Moneygashel Portal Tomb

Das neolithische Portal Tomb liegt etwa 180 Meter nordöstlich vom Moneygashel Stone Fort, innerhalb einer vermutlich Anfang des 18. Jahrhunderts errichteten Grenzmauer. Der Zustand lässt es wie The Calf House aussehen. Wahrscheinlich wurden beide als Hütten für die Landwirtschaft angepasst. Der große Deckstein ist nach hinten verrutscht und steht etwa senkrecht. Er hat auf ganzer Länge einen Sprung, der ihn in zwei große Stücke unterteilt. Nur einer der 1,7 Meter hohen Portalsteine ist noch vorhanden. Der nach Nordosten ausgerichtete Eingang ist ein Hinweis auf die Verwendung für einen anderen Zweck.